# Turbolader
 "Turbo" omdirigeres hertil. For andre betydninger af Turbo, se Turbo (flertydig).
En turbolader (turbo) er en udstødningsgasdrevet kompressor der øger ladetrykket på forbrændingsmotorer. Det øgede ladetryk resulterer i en større fyldningsgrad af tilførte luft/ ilt til forbrændingen af brændstoffet med forøget virkningsgrad til følge og dermed udvikling af større effekt, kW/hk, med samme slagvolumen.
En uønsket bieffekt af luftsammenpresningen er, at den komprimerede luft er varmere (adiabatisk proces). Den komprimerede luft køles i de fleste tilfælde af en intercooler - og den kølede luft sendes herefter ind i cylinderne.
Turboladeren blev for første gang monteret på en bil i 1902 af Marcel Renault, han vandt i øvrigt racerløbet fra Paris til Schweiz pga. hans påbyggede turbolader i 1902.

## Komponenter
En turbolader består af følgende komponenter:
- kompressorhus
- kompressorhjul
- bagplade
- endeslørsleje
- lejehus
- lejer
- varmplade
- aksel/hjul
- turbinehus

## Virkemåde
Turboladeren virker ved at udstødningsgasserne ledes gennem laderen efter motoren, hvorved turbinehjulet aktiveres. Turbinehjulet driver via en aksel kompressorhjulet i kompressordelen af laderen. Kompressorhjulet forsyner cylindrenes forbrændingsrum med luft hvor en sammenblanding med brændstof finder sted.
For at forhindre at motoren overbelastes er der indbygget en ventil-mekanisme, actuator, i laderen, der begrænser ladetrykket til motoren. Ved overbelastnings-grænsen åbner actuatoren en klap i turbinehuset (wastegate), og by-passer den overflødige udstødnings-gas, med mindsket belastning til følge.
En ulempe ved turboladeren er at der en mindre forsinkelse, før effekten øges på grund af laderens respons, det vil sige kompressorhjulets hastighedsforøgelse.
En måde at formindske denne forsinkelse, er ved at gøre de roterende dele lettere. Dette bevirker at kompressoren og turbinen hurtigere kan komme op i fart og derved øge effekten hurtigere. Ofte gør man turboen mindre for at mindske vægten. En mindre turbo vil derfor øge effekten hurtigere når bilen er i lav fart, men vil ikke kunne øge effekten særligt meget under højere hastigheder, hvor mængden af indsugningsluft bliver alt for stor og hvor wastegaten bliver nødt til at lede noget af udstødningsluften uden om turbinen, så der ikke sker en overbelastning. En større turbo har derfor en større forsinkelse, men kan på grund af dens størrelse, blive ved med at øge effekten under høj fart. Derfor er der motorer der har to turboer monteret med hver sin størrelse, ved lav fart øger den mindre turbo effekten hurtigere, mens den store tager over når bilen kommer op i høj fart så hastighedsforøgelsen kan fortsætte.
Ladetrykket er det tryk en turbolader genererer på en forbrændingsmotor. Trykket bliver dannet af en turbolader, der bliver drevet af udstødningsgassen.